# وانگ شیپنگ
وانگ شیپنگ (انگلیسی: Wang Shipeng؛ زادهٔ ۶ آوریل ۱۹۸۳) بازیکن بسکتبال اهل چین بود.
وی در مسابقات کشوری و بین‌المللی در مجموع برندهٔ ۲ مدال طلا، ۱ مدال نقره شده‌است.